# (7766) Jododaira
(7766) Jododaira est un astéroïde de la ceinture principale.

## Description
(7766) Jododaira est un astéroïde de la ceinture principale. Il fut découvert le 23 janvier 1991 à Kitami par Kin Endate et Kazuro Watanabe. Il présente une orbite caractérisée par un demi-grand axe de 3,06 UA, une excentricité de 0,08 et une inclinaison de 11,0° par rapport à l'écliptique.

## Compléments